# Stortorget (Malmö)
Der Stortorget (dt.: Großer Marktplatz) in der schwedischen Stadt Malmö ist der zentrale Stadtplatz in Malmös Altstadt. Er wird von zahlreichen historischen Gebäuden umgeben, darunter das Rathaus, die Löwenapotheke, das Stadtgericht, die Landratsresidenz.
Direkt auf dem Platz bilden das Reiterstandbild von König Karl X. Gustav sowie der Jubiläumsspringbrunnen Blickfänge. Der Platz wird häufig zu großen Veranstaltungen genutzt wie Konzerte, Weihnachtsmärkte, das Malmö-Festival, das Street Food-Festival u. a.

## Lage und Nummerierung
Der fast quadratische Platz liegt inmitten der Malmöer Altstadt, im Gegensatz zu den auf ihn führenden Straßen ist der Platz streng in Nord-Süd-Richtung angelegt. Seine nördliche Begrenzung bildet die Bauzeile zwischen der Frans-Suellsgatan (im Nordwesten) und der Kyrkogatan (im Nordosten). Auf der Ostseite des Platzes verläuft die Verbindung zwischen Karlsgatan (von Nordosten) und der Södergatan (nach Südosten), vorbei am Rathaus. Südlich befindet sich die Häuserzeile zwischen der Lejonpassage (im Südosten) und dem Lilla Torg (im Südwesten). Schließlich bildet die Bauzeile zwischen der nordöstlichen Ecke des Lilla Torg und der Frans-Suellsgatan die westliche Begrenzung des Großen Marktes. Alle Häuser öffnen sich zum Platz hin und tragen die postalische Adresse Stortorget. Die Nummerierung beginnt an der Residenz mit Nummer 1 und setzt sich mit den ungeraden Nummern entgegen der Uhrzeigerrichtung fort; die geraden Nummern beginnen im Nordosten am Rathaus (Nummern 2 bis 2B) und verlaufen dann im Uhrzeigersinn um den Platz herum.

## Geschichte

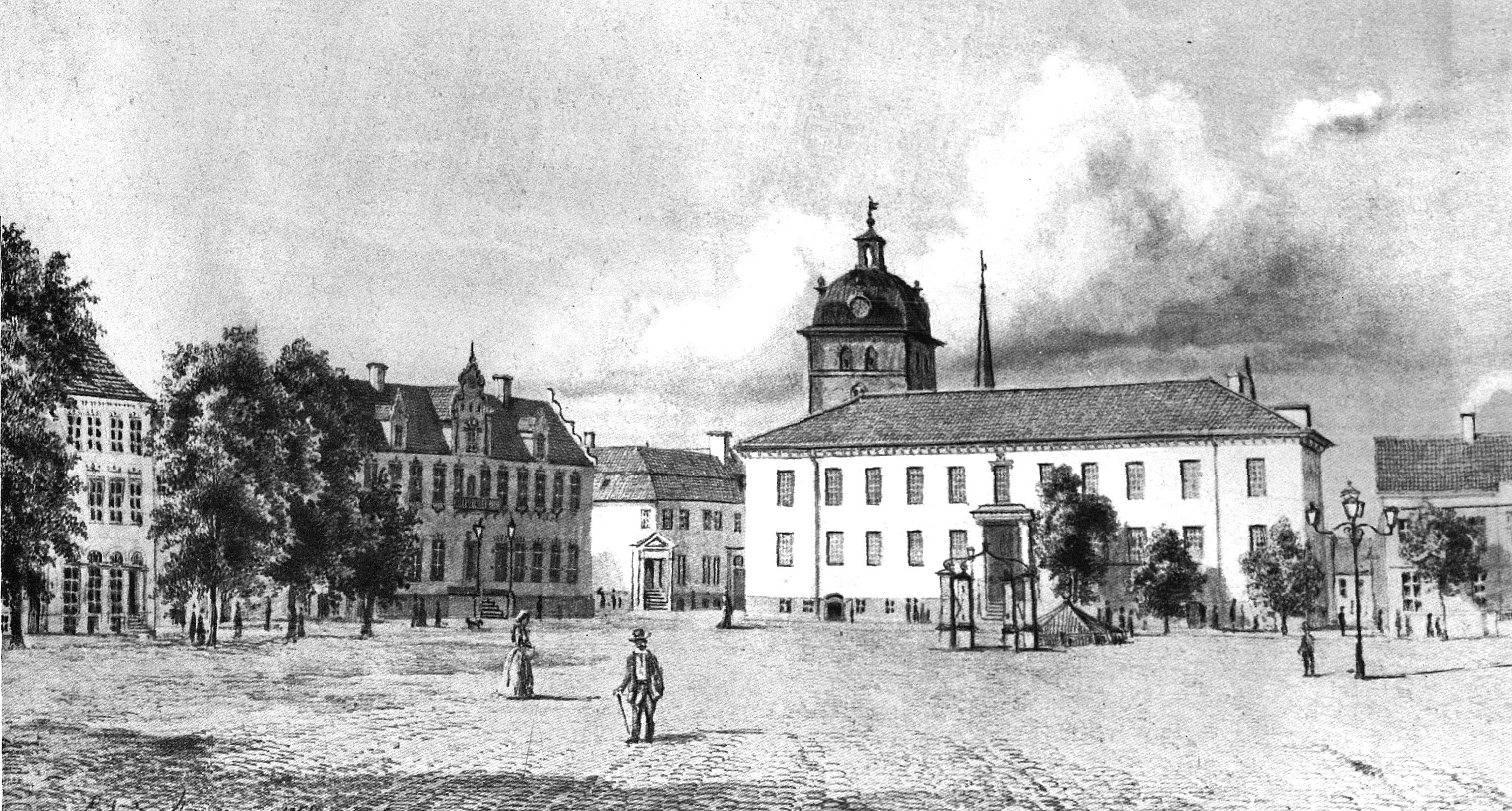
Stortorget, Zeichnung von Ludvig Messman, 1859. Das weiße Gebäude rechts der Mitte ist das Rathaus vor dem Umbau. Links dahinter ist der damalige Turm der Petrikirche zu sehen; zwischen dem Rathaus und den beiden Bäumen befindet sich die Residenz.

Der Stortorget wurde ab dem Jahr 1538 infolge der Reformation nach Abriss des Klosters Heilig Geist angelegt. Insbesondere das Friedhofsareal, das etwa 70 Prozent der Fläche des neuen Marktes ausmachte, wurde für den zukünftigen Marktplatz auf Anordnung des Bürgermeisters Jörgen Kock umgestaltet. In einer Notiz aus dem Jahr 1542 wird die Anlage als „thet ny torg“ (der neue Marktplatz) bezeichnet. Rasch folgte die Bebauung mit Verwaltungs- und Dienstleistungsgebäuden sowie Wohnhäusern, die entlang der vorherigen Klostermauern entstanden und im 21. Jahrhundert teilweise noch gut erhalten sind.
Der Stortorget wurde 20 Jahre lang (1887–1907) von Pferdebahnen, auch von Pferdeomnibussen (1898–1907) und dann bis 1957 von elektrischen Straßenbahnen befahren.

## Beschreibung
Die Platzfläche ist mit kleineren quadratischen Granit-Gehwegplatten ausgelegt. Diese bilden rund um das Reitermonument, das 1896 errichtet wurde und auf einem quadratischen Postament steht, nach Osten verlaufende konzentrische Ringe, die sich zum Rathaus hin verbreitern. Der nordöstliche Bereich des Platzes erhielt in den 1960er Jahren einen repräsentativen Stadtbrunnen, den der Bildhauer Stig Blomberg im Auftrag der Stadtverwaltung geschaffen hatte. Er stellt die Geschichte von Malmö in groben Zeitabschnitten und typischen Situationen dar. Alle Teile des Brunnens sind aus Bronze gegossen und er hat ein ganzes System von Fontänen, die einzelne Bereiche in Szene setzen.
Auf der Nordseite des Großen Marktplatzes sind außer der Residenz (Baudenkmal, Jahr 1729–1730) auch die Bürgerhäuser Lochska Huset und Gyllenpalmska Huset erwähnenswert. Und nur einige Schritte vom Platz entfernt steht auf der Nordwestseite in der Frans-Suellsgatan das Kockska Huset.
Nördlich, westlich und südlich spenden einige Bäume und Sträucher Schatten und Sauerstoff, ein paar Bänke laden zum Ausruhen und Betrachten ein. Auf der Westseite sind einige wenige Autoparkplätze vorhanden.
Hervorzuheben ist, dass der Meridian 13° östlicher Länge genau durch den Stortorget verläuft, was vor Ort aber nicht gesondert markiert oder ausgewiesen ist.
Teilansichten

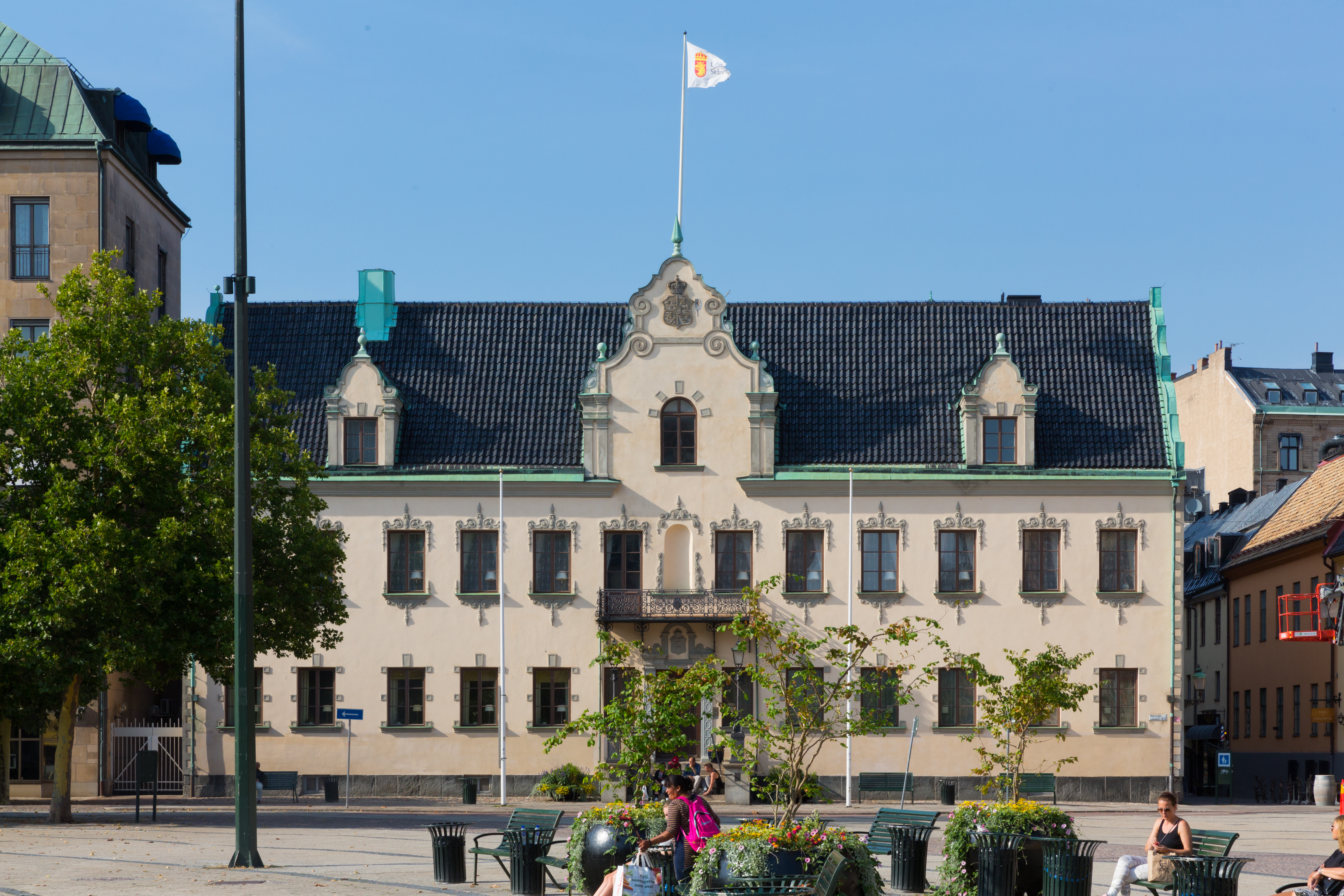
Residenz (Landkreisverwaltung)
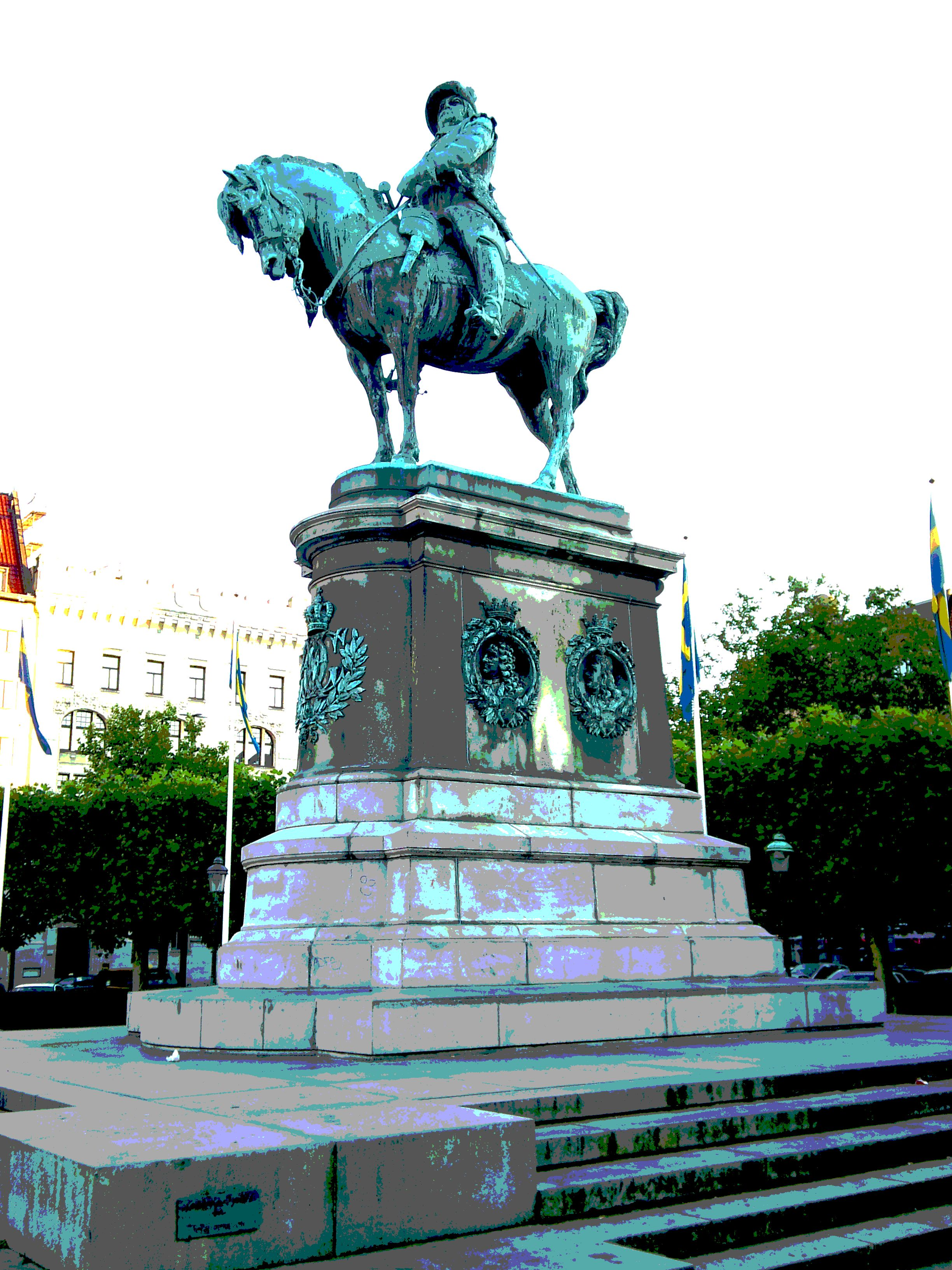
Bronzestatue von Karl X. Gustav
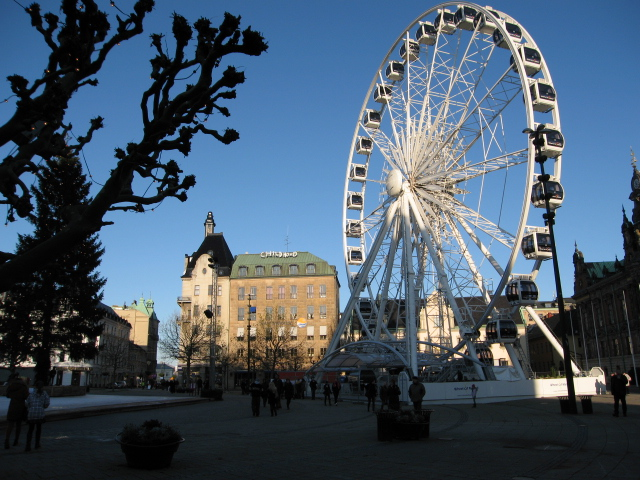
Riesenrad
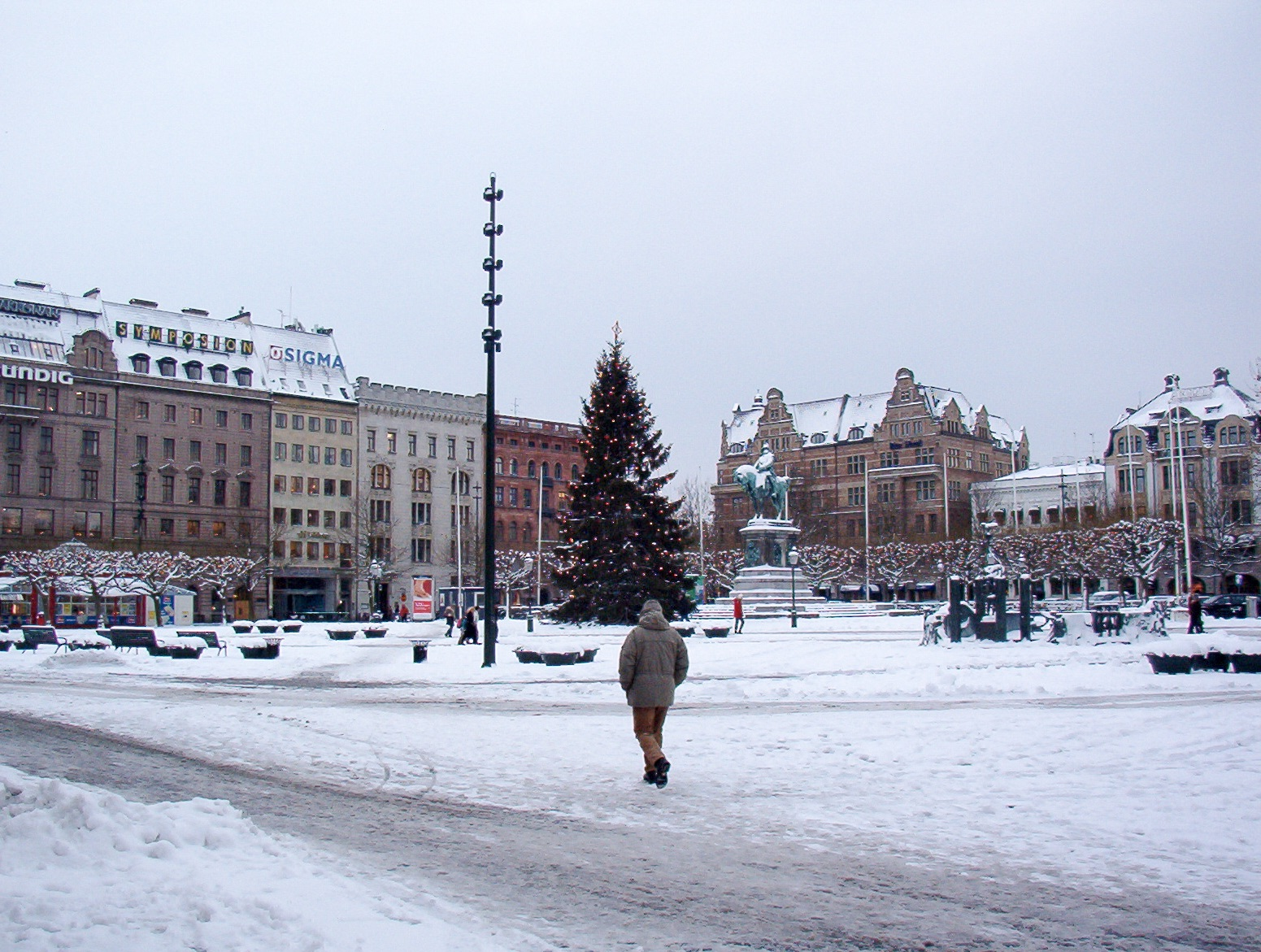
Weihnachtsbaum, 2005
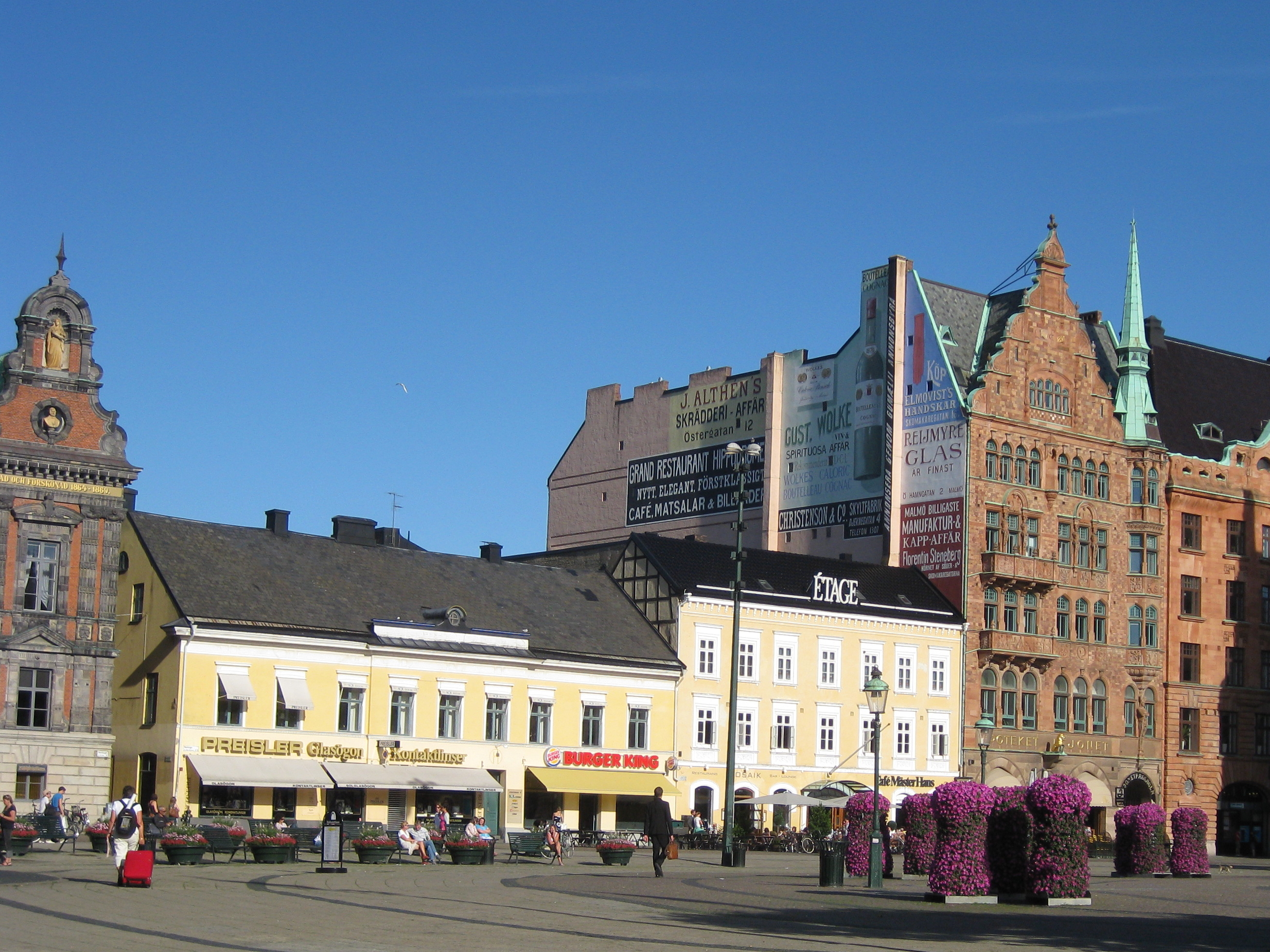
Ostseite des Marktplatzes, 2008; mit dem Südflügel des Rathauses und der Löwenapotheke
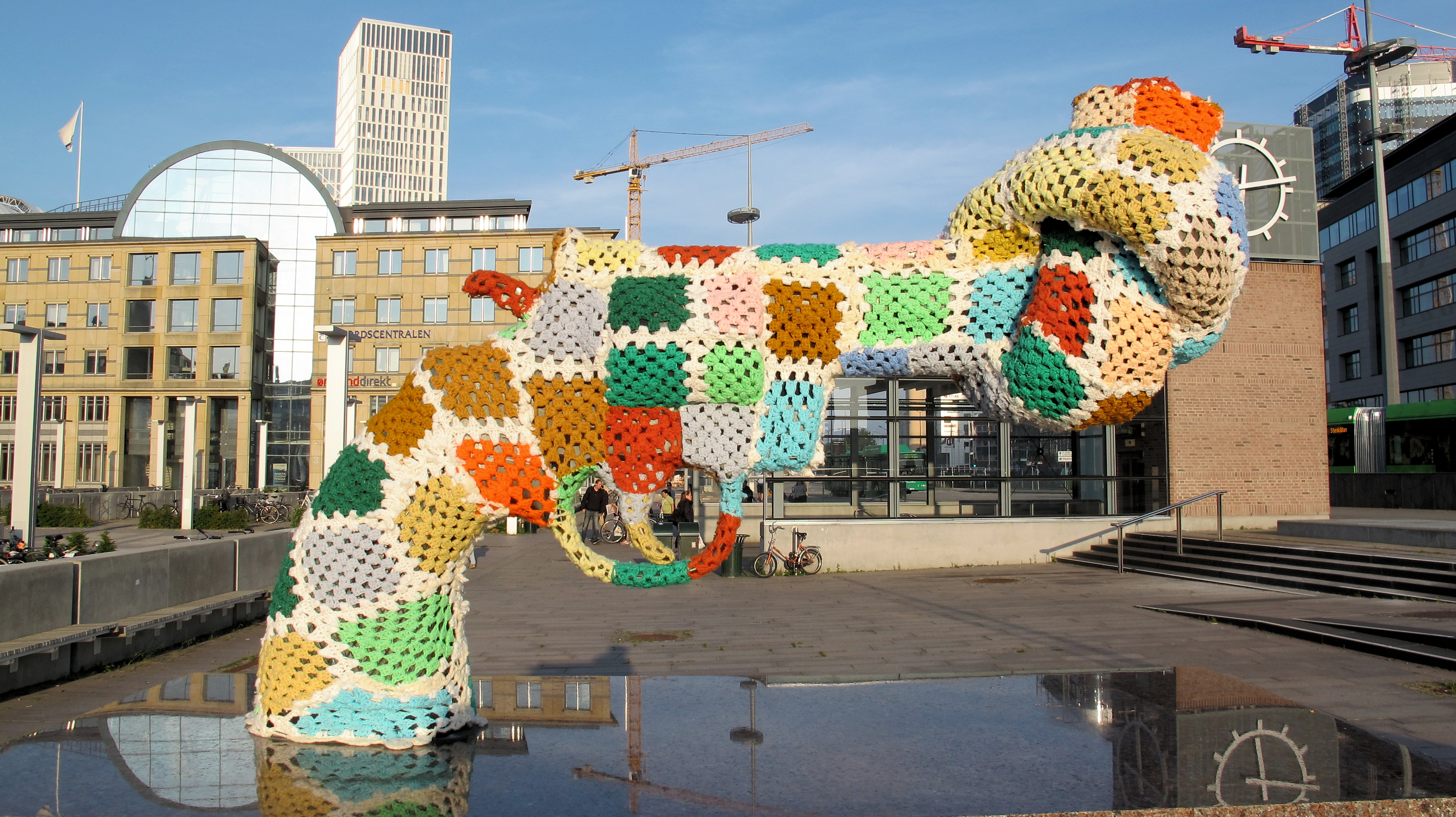
Kunstinstallation, 2014
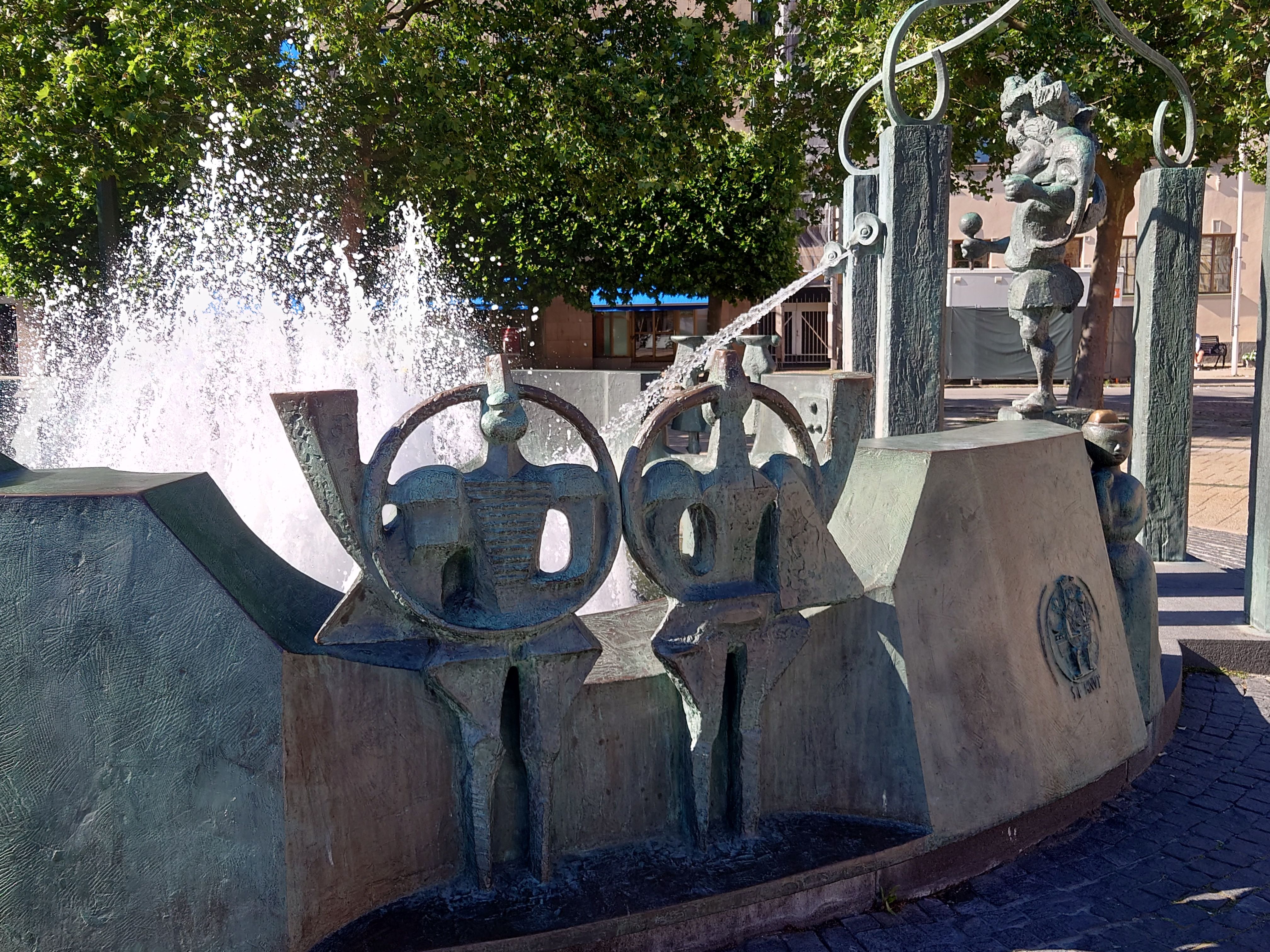
Detail vom Jubiläumsbrunnen
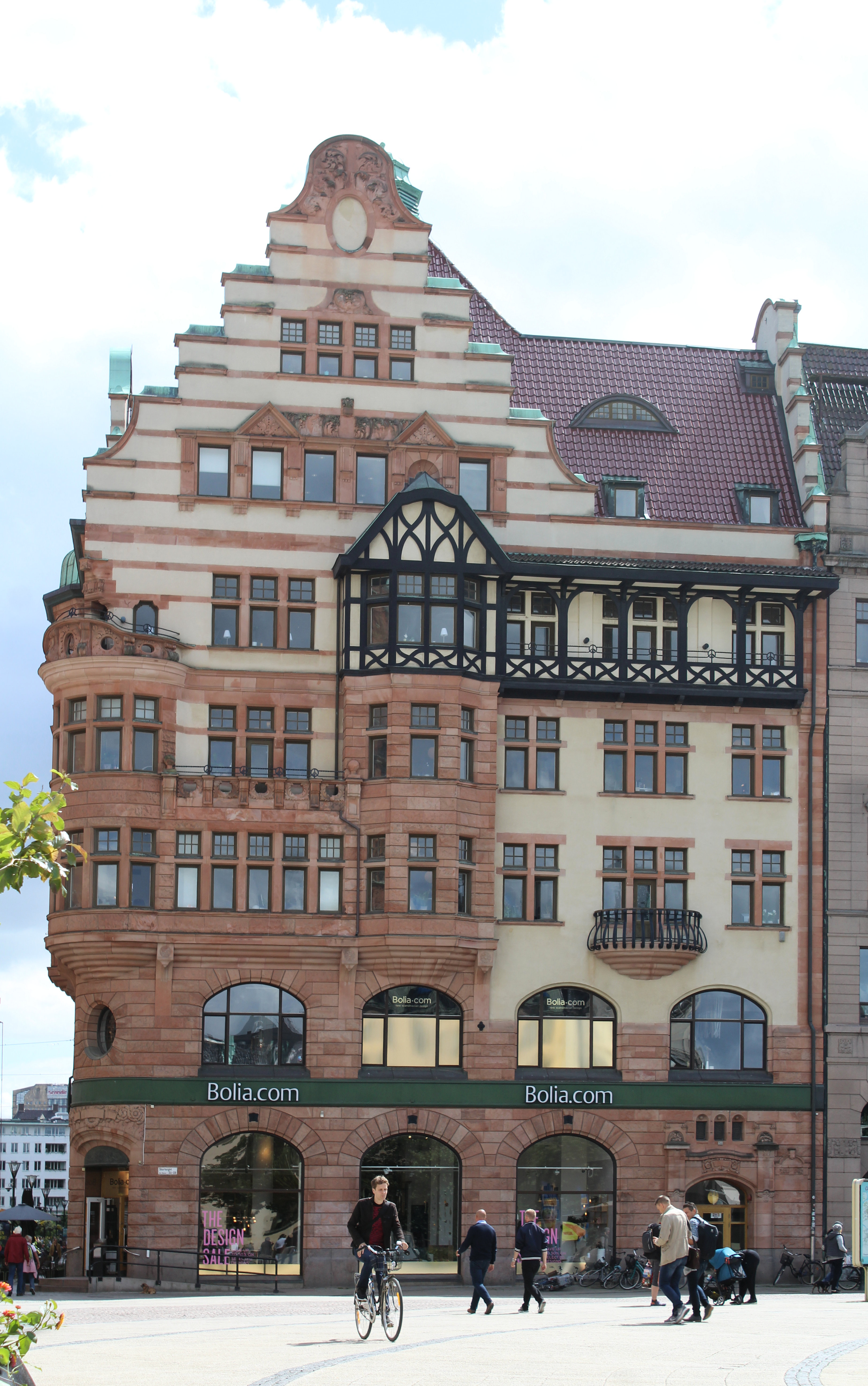
Haus 31, besonders abwechslungsreiche Baudetails